# St. Wenzels-Orden
Der St. Wenzels-Orden, auch Wenzelsorden oder Orden des heiligen Wenzel bzw. Ritterorden des heiligen Wenzel, tschechisch Rytířský řád svatého Václava, soll ein böhmischer Ritterorden gewesen sein.
Benannt wurde der Orden nach dem Heiligen Wenzel von Böhmen. Bereits König Wenzel II. schlug anlässlich seiner Krönung 1297 249 Adlige mit dem Schwert des heiligen Wenzel zu „Rittern des Heiligen Wenzel“. Einen förmlichen Ritterorden soll es aber nicht gegeben haben. Der Autor Ludwig Kuhn verglich die Wenzelritter mit den Karlsrittern, die von Karl den Großen zu Ritter geschlagen wurden, ohne dass es einen entsprechenden Orden gab.
Unter König Sigismund wurde Niklas Lobkowitz 1421 wegen großer Verdienste um den Staat zum Ritter geschlagen. Der Orden sollte die königliche Macht sichern und man wollte gewappnet gegen die Hussiten sein. Der aufkommende Bergbau, insbesondere die Silbervorkommen, bedurften erhöhten Schutzes.
Noch 1743 schlug Maria Theresia kurz nach ihrer Krönung zur Königin von Böhmen mehrere Personen zu Wenzelsrittern.

## Ritter (Auswahl)
- Johann Ferdinand von Lamberg (1689–1764), kaiserlicher Offizier und Hof- und Kammermusikdirektor
- Joseph Freyherr von Bretfeld zu Kronenburg, Kronhüter des Königreiches Böhmen; Konsistorialrat, Kanzler, Kanzleidirektor und Fiskal des Erzbistums Prag[3]
- Emanuel Freiherr von Trautenberg, Mitglied des pomologischen Vereins und der böhmischen Gartenbaugesellschaft[4]